# Brand equity
O Brand Equity é um termo da área do marketing, que significa o valor adicional que se atribui a algum produto ou serviço. Esse valor influencia na forma como o consumidor pensa, sente e age em relação à marca, assim como nos preços, na parcela de mercado e na lucratividade proporcionada pela marca à empresa . O Brand Equity representa um importante ativo intangível que corresponde a um valor psicológico e financeiro da organização.
A AMA (American Marketing Association) traz a palavra marca definida como um nome, sinal, termo, símbolo ou design, ou um conjunto de todas essas palavras, com o intuito de diferenciar um produto ou serviço de um grupo de fornecedores.
Há séculos que existe o branding para se distinguir os produtos de cada fabricante. Antigamente na Europa já se exigia que os artesões colocassem marcas em seus produtos para que assim eles ficassem protegidos e para facilitar ao consumidor na compra de produtos de melhores qualidades.

## O papel das marcas
As marcas servem para identificar a origem ou o fabricante de um determinado produto, além de permitir que o próprio consumidor atribua as devidas responsabilidades ao fabricante ou distribuidor. Um produto idêntico pode ser avaliado de forma completamente diferente, dependendo de como se estabeleceu sua marca. Há o reconhecimento de determinada marca por meio de alguma experiência anterior com o produto e o programa de marketing deste.
As marcas também desenvolvem um papel valiosíssimo para as organizações, pois além de simplificar e ajudar no rastreamento e controle de estoque, ainda oferece à empresa proteção jurídica quanto aos recursos ou questões exclusivas do produto. O nome e logotipo de uma marca podem ser protegidos por marcas registradas e os processos manufatureiros por patentes, além das embalagens que podem ser protegidas por direitos autorais. Esse sentimento de proteção da força para que as empresas invistam em suas marcas de forma segura e receba todos os benefícios desse valioso ativo.
Para as organizações as marcas são uma propriedade legal e muito valiosa, que tem uma grande influência no comportamento do consumidor, podem ser comercializadas, ou seja, tem grande valor na compra e na venda, e ainda oferecem segurança de futuras receitas.
As principais vantagens de marketing que uma marca forte oferece são:
- uma melhora na mensuração do desempenho de um produto;
- desenvolvimento da fidelidade do consumidor;
- é menos vulnerável às ações da concorrência e às crises de marketing;
- obtenção de maiores margens de lucro;
- menor sensibilidade por parte do consumidor às variações de preço;
- comunicação de marketing mais eficaz;
- possibilidades de licenciamento da marca;
- oportunidades de estender a marca;

## A construção doBrand Equity
As organizações cuidam da construção de seu brand equity criando as estruturas certas de identificação e conhecimento da marca com seu público-alvo. Esse trabalho de identificação e conhecimento depende de todos os fatores ligados à marca. Pela perspectiva da administração de marketing, há três grupos principais de impulsionadores do brand equity. O primeiro refere-se aos elementos, ou identidades, da marca como por exemplo nome, logotipo, símbolo, caracteres, slogan e embalagem. Esses elementos exercem influência na forma de como a marca é lembrada e reconhecida. Um consumidor que não analisa muitas informações antes de tomar alguma decisão de compra é mais facilmente persuadido por esses elementos.
O segundo grupo representa o produto, o serviço que o acompanha e todas as ações de marketing ligadas a ele, além de programas de apoio, visando a satisfação do cliente e a associação deste sentimento à marca comercializada. Isso tenciona criar um vínculo entre o consumidor e o produto.
O terceiro grupo refere-se a uma abordagem indireta, que acontece ao se criar uma associação da imagem do produto ao conceito que as pessoas têm sobre uma outra entidade, que pode ser uma pessoa, um local, um objeto, entre outros, trazendo assim maior confiabilidade à marca.

### Referência bibliográfica
- KOTLER, Philip; KELLER, Kevin Lane. Administração de Marketing. 12 ed. São Paulo: Pearson Prentice Hall, 2006.